# Tolypeutes
Tolypeutes is een geslacht van gordeldierachtige zoogdieren uit de familie Chlamyphoridae. De wetenschappelijke naam van het geslacht werd in 1811 gepubliceerd door Johann Karl Wilhelm Illiger.

## Soorten
Er worden 2 soorten in dit geslacht geplaatst:
- Tolypeutes matacus (Desmarest, 1804) – Kogelgordeldier
- Tolypeutes tricinctus (Linnaeus, 1758) – Driebandgordeldier